# Schizorhamphus eudorelloides
Schizorhamphus eudorelloides — вид кумових ракоподібних родини Pseudocumatidae.  Рачок зустрічається на північному сході Атлантики, у Середземному, Чорному та Каспійському морях. Дрібний вид, тіло завдовжки 6-8 мм, з тонким панциром, без гребеня. Панцир спереду має глибоку вирізку. Зустрічається у великій кількості на піщано-мулистому дні.